# Prudent Joye
Prudent Joye, francoski atlet, * 15. december 1913, Roubaix, Francija, † 1. november 1980.
Joye je bil specialist za tek na 400 m z ovirami. Francijo je zastopal tako na Poletnih olimpijskih igrah 1936 kot na Evropskem prvenstvu 1938, ko je na domačem terenu postal evropski prvak. Njegov osebni rekord 53.0 je bil med letoma 1938 in 1946 francoski državni rekord.

## Kariera
Joye se je na atletskih tekmovanjih pričel pojavljati v svojih zgodnjih 20. letih. 23. julija 1936 je podrl francoski rekord Jeana Bouina na 400 m z ovirami, nova najboljša znamka je tako postal Joyejev čas 53.4. Na mednarodnih tekmovanjih je Francijo prvič zastopal na Poletnih olimpijskih igrah 1936 v Berlinu. V kvalifikacijah teka na 400 m z ovirami je imel precejšnjo smolo, saj je kljub solidnem času 54.1 - dvanajstemu času kvalifikacij - izpadel. V svoji kvalifikacijski skupini je namreč zasedel tretje mesto za Madžarom Józsefom Kovácsem in Belgijcem Juulom Bosmansom, v polfinale pa sta napredovala le po najboljša dva iz vsake kvalifikacijske skupine. Na igrah je sodeloval še kot član francoske štafete 4x400 m, ki je prav tako izpadla že v kvalifikacijah. Vse od preboja na svetovno atletsko sceno je veljal Joye za dominantno silo francoskega teka na 400 m z ovirami, saj je osvojil vsako državno prvenstvo od leta 1936 do 1939.
Njegovo drugo večje mednarodno tekmovanje je postalo Evropsko prvenstvo 1938 v domačem Parizu. V pripravah na prvenstvo je kazal odlično formo, med drugim je celo izboljšal svoj državni rekord na 53.0. Moški del prvenstva je potekal na stadionu Olympique de Colombes. Joye se je s časom 53.1 zavihtel na evropski prestol in se obenem močno približal svojemu državnemu rekordu. Ob zaključku prvenstva se je izkazalo, da je Joye kot edini domači tekmovalec prišel do evropskega zlata. S časom 53.1 je prav tako postavil nov rekord tekmovanja. Na prvenstvu je sodeloval tudi s štafeto 4x400 m, a ga je v zaključku premagal švedski tekač Bertil von Wachenfeldt. Francoska štafeta se je tako morala zadovoljiti s četrtim mestom.
Joyeja so leta 1940 zajeli nemški vojaki in ga zaprli v internacijsko taborišče. Kmalu zatem se je osvobodil in se v odporniškem gibanju pridružil skupini borcev za svobodo, ki je nameravala vreči nemške okupatorje. Ob povratku v atletiko je nizal nove uspehe na državnem nivoju, državni prvak je postal v letih 1941 in 1943 - leta 1942 mu je naslov speljal Henri Maignan. Postopoma je začel trenirati mlajše tekmovalce in svoj zadnji vpoklic v državno reprezentanco je doživel leta 1945. Tistega leta se je Francija tudi vrnila na mednarodna tekmovanja.
Po koncu atletske poti je postal kinezioterapevt, certificiran s strani Fakultete za medicino, in svojo prakso preselil v Orléans. Njegov francoski državni rekord na 400 m z ovirami (53.0) se je obdržal do leta 1946, ko ga je Yves Cros popravil na 52.6. Umrl je 5. novembra 1980, za sabo je pustil ženo in pet otrok. Njegov pogreb je potekal v cerkvi sv. Lovrenca v Orléansu.